# JuLit
JuLit  ist eine Fachzeitschrift des Arbeitskreises für Jugendliteratur und erscheint vierteljährlich. Sie wendet sich an alle, denen die Förderung und Vermittlung der Kinder- und Jugendliteratur ein besonderes Anliegen ist: an Einzelpersonen ebenso wie an Institutionen und Fachverbände. 
Jedes Heft bietet einen Themenschwerpunkt zu Trends und Problemen der zeitgenössischen Kinder- und Jugendliteratur. Autoren und Illustratoren werden in Porträts vorgestellt, herausragende Kinder- und Jugendbücher werden präsentiert und relevante Fachliteratur wird in Rezensionen erschlossen. Weitere Schwerpunkte liegen bei internationalen Entwicklungen, bei den Aktivitäten des Arbeitskreises für Jugendliteratur und im Feld der Literaturvermittlung. Einmal im Jahr – immer im Heft 4 – steht der Deutsche Jugendliteraturpreis mit seinen Preisträgern und der Preisverleihung im Mittelpunkt.

## Geschichte
1975, 20 Jahre nach Gründung des Arbeitskreises für Jugendliteratur, erschien die erste Ausgabe der „Informationen“ mit drei Ausgaben pro Jahr. Die letzte Ausgabe eines Jahrgangs war schon damals dem Deutschen Jugendliteraturpreis gewidmet. Die Verbandszeitschrift erweiterte sich stetig zur Fachzeitschrift. Seit 1990 wird sie unter dem Titel „JuLit“ veröffentlicht. 